# Mil Mi-4
Mil Mi-4 (în rusă Миль Ми-4, Cod NATO: Hound) este un elicopter de transport mediu, proiectat și fabricat la întreprinderea de elicoptere Mil din URSS.

## Istoric
În septembrie 1951, guvernul sovietic a decis să accelereze construcția elicopterelor. Rezultatul a fost două elicoptere, Iakovlev Iak-24 și Mil Mi-4.
Construcția elicopterului Mi-4 a început încă din octombrie 1951, în timp ce desenul lui Mil se asemăna cu cel al elicopterului american Sikorski S-55, dar fără să fie copiat. Mi-4 este o construcție independentă.
Zborul inaugural al prototipului, care era echipat cu un motor în stea Șvețov AȘ-62-IR (Швецов АШ-62) de 735,5 kW (1000 CP), a avut loc în mai 1952. Pentru versiunile de serie, a fost montat un motor în stea Șvețov AȘ 82W de 1694 CP, cu care Mi-4 a depășit performanța elicopterului S-55.
Mi-4 a fost prezentat publicului pentru prima dată la mitingul aviatic de la Tușino din 1953. În acel moment a primit codul NATO de tip 36, dar odată cu introducerea numelor de cod din 1955 a fost denumit „Hound” (Câinele). Mi-4 a fost produs într-o fabrică din Kazan.

## Date tehnice

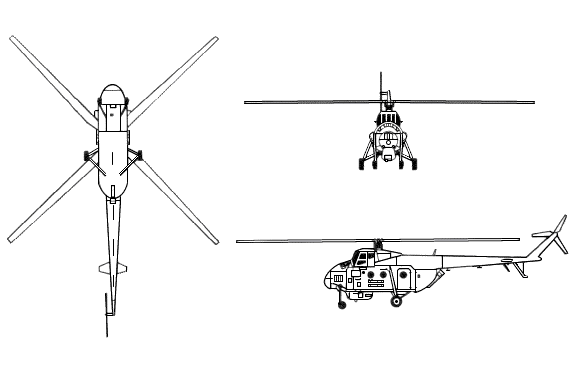
Planul cu cele trei vederi ale elicopterului Mil MI-4

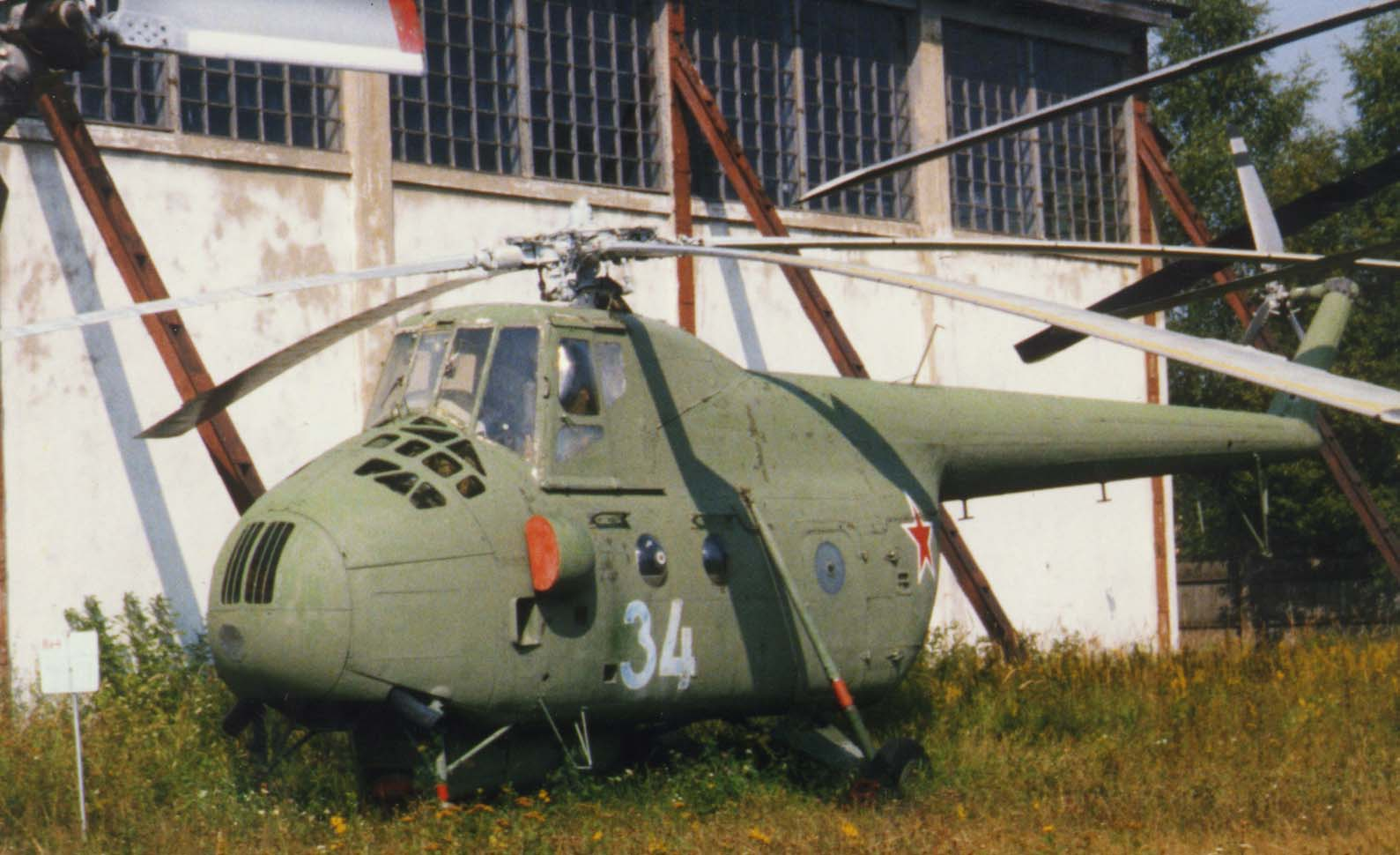
Mil-4

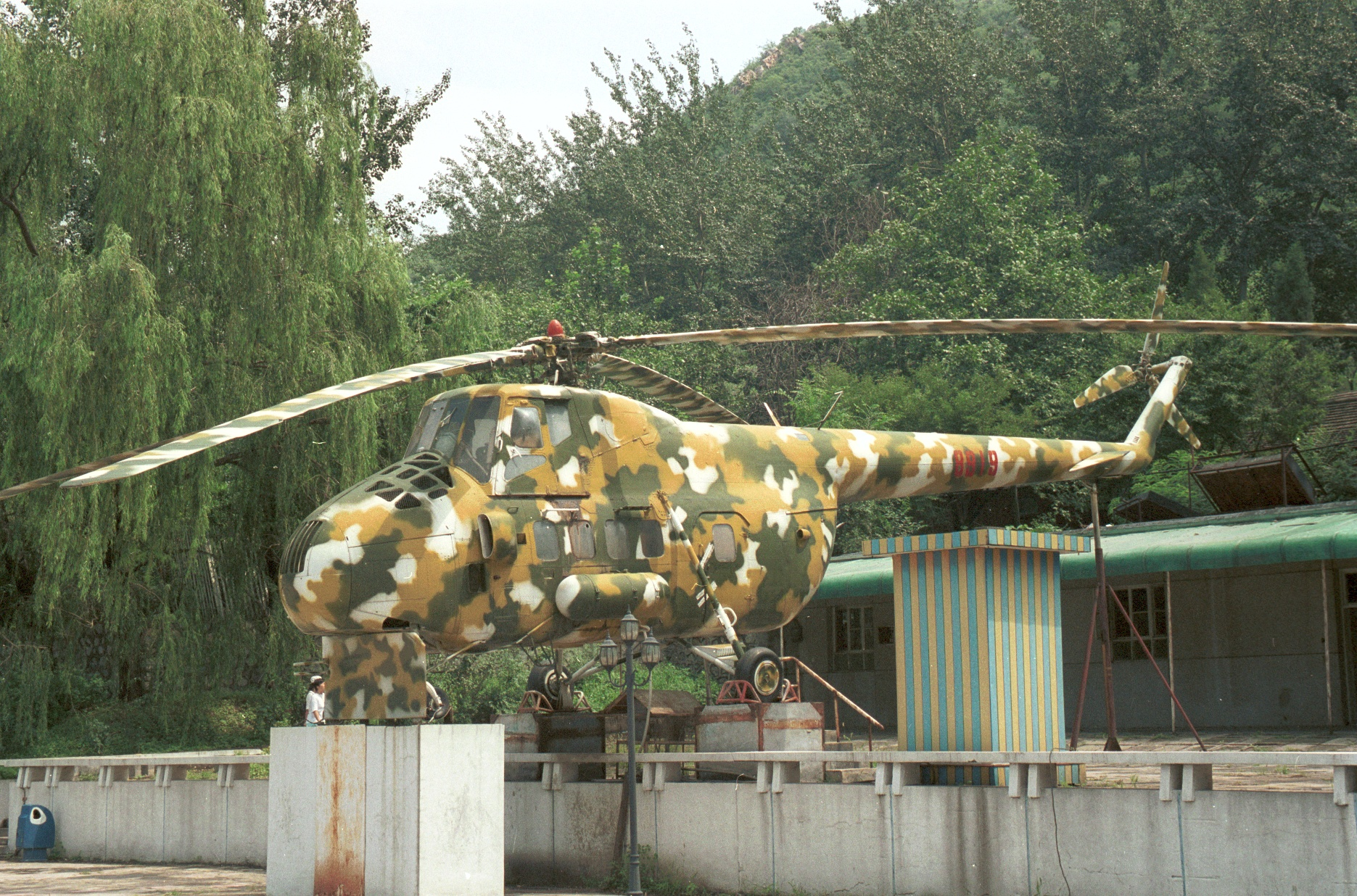
Harbin Z-5, s/n 8919, în Muzeul aviației Datang Shan din nordul Pekingului

| Caracteristici                      | Valori                                                                   |
| ----------------------------------- | ------------------------------------------------------------------------ |
| Tip                                 | elicopter de transport                                                   |
| Greutate                            | gol 5400 kg normal 7150 kg maximal 7600 kg (Mi-4 P 7800 kg)              |
| Lungime                             | 16,79 m                                                                  |
| Diametrul rotorului principal       | 21,00 m                                                                  |
| Lungime cu rotoarele în funcțiune   | 25,02 m                                                                  |
| Înălțime                            | 4,4 m                                                                    |
| Rezervor                            | 1000 l                                                                   |
| Viteză maximă                       | max. 185 km/h                                                            |
| Viteză de croazieră                 | 160 km/h                                                                 |
| Raza de acțiune                     | max. 425 km                                                              |
| Raza de acțiune cu încărcătură max. | 200 km                                                                   |
| Plafonul de serviciu                | 4000–4200 m                                                              |
| Timp de urcare la 3600 m            | 16 min                                                                   |
| Motor                               | un motor cu 14-cilindri în stea dublu, Șuețov AȘ-82W                     |
| Puterea la decolare                 | 1250 kW (1694 PS)                                                        |
| Încărcătură                         | până la 14 soldați sau 1200 kg marfă                                     |
| Echipaj                             | 2                                                                        |
| Armament                            | 1x afet NUW-1 cu o mitralieră de 12,7-mm TKB 481 (A-12,7) și 200 cartușe |

## Operatori
- Afganistan
- Albania
- Algeria
- Egipt
- Bhutan
- Bulgaria
- RDG
- Finlanda
- India
- Indonezia
- Irak
- Yemen
- Iugoslavia
- Cambodia
- Cuba
- Nepal
- Coreea de Nord
- Polonia
- R.S. România
- Uniunea Sovietică
- Siria
- Cehoslovacia
- Ungaria
- Republica Arabă Unită
- Vietnam
- China